# 3 Heures de Sebring FIA GT 1997
Les 3 Heures de Sebring 1997 FIA GT, disputées le 18 octobre 1997 sur le circuit de Sebring, sont la dixième manche du championnat FIA GT 1997.

## Course

### Classement de la course
Classement à l'issue de la course (vainqueurs de catégorie en gras), :
| Pos.   | Catégorie | N° | Écurie                                  | Pilotes                                      | Châssis                      | Pneus | Tours |
| Pos.   | Catégorie | N° | Écurie                                  | Pilotes                                      | Moteur                       | Pneus | Tours |
| ------ | --------- | -- | --------------------------------------- | -------------------------------------------- | ---------------------------- | ----- | ----- |
| 1      | GT1       | 11 | AMG-Mercedes                            | Bernd Schneider Klaus Ludwig                 | Mercedes-Benz CLK GTR        | B     | 70    |
| 1      | GT1       | 11 | AMG-Mercedes                            | Bernd Schneider Klaus Ludwig                 | Mercedes-Benz LS600 6.0L V12 | B     | 70    |
| 2      | GT1       | 9  | BMW Motorsport Schnitzer Motorsport     | Peter Kox Roberto Ravaglia                   | McLaren F1 GTR               | M     | 70    |
| 2      | GT1       | 9  | BMW Motorsport Schnitzer Motorsport     | Peter Kox Roberto Ravaglia                   | BMW S70 6.0L V12             | M     | 70    |
| 3      | GT1       | 5  | David Price Racing                      | David Brabham Perry McCarthy                 | Panoz Esperante GTR-1        | G     | 69    |
| 3      | GT1       | 5  | David Price Racing                      | David Brabham Perry McCarthy                 | Ford (Roush) 6.0L V8         | G     | 69    |
| 4      | GT1       | 7  | Porsche AG                              | Bob Wollek Yannick Dalmas                    | Porsche 911 GT1 Evo          | M     | 69    |
| 4      | GT1       | 7  | Porsche AG                              | Bob Wollek Yannick Dalmas                    | Porsche 3.2L Turbo Flat-6    | M     | 69    |
| 5      | GT1       | 3  | Gulf Team Davidoff GTC Racing           | Pierre-Henri Raphanel Jean-Marc Gounon       | McLaren F1 GTR               | M     | 68    |
| 5      | GT1       | 3  | Gulf Team Davidoff GTC Racing           | Pierre-Henri Raphanel Jean-Marc Gounon       | BMW S70 6.0L V12             | M     | 68    |
| 6      | GT1       | 6  | Porsche AG                              | Thierry Boutsen Hans Joachim Stuck           | Porsche 911 GT1 Evo          | M     | 68    |
| 6      | GT1       | 6  | Porsche AG                              | Thierry Boutsen Hans Joachim Stuck           | Porsche 3.2L Turbo Flat-6    | M     | 68    |
| 7      | GT1       | 12 | AMG-Mercedes                            | Alexander Wurz Greg Moore                    | Mercedes-Benz CLK GTR        | B     | 68    |
| 7      | GT1       | 12 | AMG-Mercedes                            | Alexander Wurz Greg Moore                    | Mercedes-Benz LS600 6.0L V12 | B     | 68    |
| 8      | GT1       | 20 | DAMS Panoz                              | Éric Bernard Franck Lagorce                  | Panoz Esperante GTR-1        | M     | 67    |
| 8      | GT1       | 20 | DAMS Panoz                              | Éric Bernard Franck Lagorce                  | Ford (Roush) 6.0L V8         | M     | 67    |
| 9      | GT1       | 17 | JB Racing                               | Emmanuel Collard Mauro Baldi                 | Porsche 911 GT1 Evo          | M     | 67    |
| 9      | GT1       | 17 | JB Racing                               | Emmanuel Collard Mauro Baldi                 | Porsche 3.2L Turbo Flat-6    | M     | 67    |
| 10     | GT1       | 1  | Gulf Team Davidoff GTC Racing           | Geoff Lees Anders Olofsson                   | McLaren F1 GTR               | M     | 67    |
| 10     | GT1       | 1  | Gulf Team Davidoff GTC Racing           | Geoff Lees Anders Olofsson                   | BMW S70 6.0L V12             | M     | 67    |
| 11     | GT2       | 51 | Viper Team Oreca                        | Olivier Beretta Philippe Gache               | Chrysler Viper GTS-R         | M     | 67    |
| 11     | GT2       | 51 | Viper Team Oreca                        | Olivier Beretta Philippe Gache               | Chrysler 8.0L V10            | M     | 67    |
| 12     | GT2       | 52 | Viper Team Oreca                        | Justin Bell Tommy Archer                     | Chrysler Viper GTS-R         | M     | 67    |
| 12     | GT2       | 52 | Viper Team Oreca                        | Justin Bell Tommy Archer                     | Chrysler 8.0L V10            | M     | 67    |
| 13     | GT1       | 14 | GT1 Lotus Racing                        | Jan Lammers Mike Hezemans Max Angelelli      | Lotus Elise GT1              | M     | 66    |
| 13     | GT1       | 14 | GT1 Lotus Racing                        | Jan Lammers Mike Hezemans Max Angelelli      | Chevrolet LT5 6.0L V8        | M     | 66    |
| 14     | GT2       | 57 | Roock Racing                            | Uwe Alzen Ni Amorim                          | Porsche 911 GT2              | M     | 66    |
| 14     | GT2       | 57 | Roock Racing                            | Uwe Alzen Ni Amorim                          | Porsche 3.6L Turbo Flat-6    | M     | 66    |
| 15     | GT2       | 59 | Marcos Racing International             | Cor Euser Harald Becker                      | Marcos LM600                 | D     | 65    |
| 15     | GT2       | 59 | Marcos Racing International             | Cor Euser Harald Becker                      | Chevrolet 5.9L V8            | D     | 65    |
| 16     | GT1       | 2  | Gulf Team Davidoff GTC Racing           | John Nielsen Thomas Bscher                   | McLaren F1 GTR               | M     | 65    |
| 16     | GT1       | 2  | Gulf Team Davidoff GTC Racing           | John Nielsen Thomas Bscher                   | BMW S70 6.0L V12             | M     | 65    |
| 17     | GT2       | 55 | Augustin Motorsport                     | Wido Rössler Wolfgang Kaufmann               | Porsche 911 GT2              | G     | 64    |
| 17     | GT2       | 55 | Augustin Motorsport                     | Wido Rössler Wolfgang Kaufmann               | Porsche 3.6L Turbo Flat-6    | G     | 64    |
| 18     | GT1       | 4  | David Price Racing                      | Andy Wallace Olivier Grouillard              | Panoz Esperante GTR-1        | G     | 64    |
| 18     | GT1       | 4  | David Price Racing                      | Andy Wallace Olivier Grouillard              | Ford (Roush) 6.0L V8         | G     | 64    |
| 19     | GT2       | 66 | Konrad Motorsport                       | Franz Konrad Toni Seiler                     | Porsche 911 GT2              | P     | 64    |
| 19     | GT2       | 66 | Konrad Motorsport                       | Franz Konrad Toni Seiler                     | Porsche 3.6L Turbo Flat-6    | P     | 64    |
| 20     | GT2       | 61 | Stadler Motorsport                      | Enzo Calderari Lilian Bryner                 | Porsche 911 GT2              | P     | 63    |
| 20     | GT2       | 61 | Stadler Motorsport                      | Enzo Calderari Lilian Bryner                 | Porsche 3.6L Turbo Flat-6    | P     | 63    |
| 21     | GT2       | 63 | Krauss Motorsport                       | Michael Trunk Bernhard Müller                | Porsche 911 GT2              | P     | 62    |
| 21     | GT2       | 63 | Krauss Motorsport                       | Michael Trunk Bernhard Müller                | Porsche 3.6L Turbo Flat-6    | P     | 62    |
| 22     | GT1       | 8  | BMW Motorsport Schnitzer Motorsport     | JJ Lehto Steve Soper                         | McLaren F1 GTR               | M     | 60    |
| 22     | GT1       | 8  | BMW Motorsport Schnitzer Motorsport     | JJ Lehto Steve Soper                         | BMW S70 6.0L V12             | M     | 60    |
| 23     | GT2       | 60 | Marcos Racing International             | Angelo Zadra Martijn Koene                   | Marcos LM600                 | D     | 60    |
| 23     | GT2       | 60 | Marcos Racing International             | Angelo Zadra Martijn Koene                   | Chevrolet 5.9L V8            | D     | 60    |
| 24     | GT2       | 53 | Chamberlain Engineering                 | Chris Gleason Zak Brown Rick Fairbanks       | Chrysler Viper GTS-R         | G     | 60    |
| 24     | GT2       | 53 | Chamberlain Engineering                 | Chris Gleason Zak Brown Rick Fairbanks       | Chrysler 8.0L V10            | G     | 60    |
| 25     | GT2       | 58 | Estoril Racing Team                     | Michel Monteiro Manuel Monteiro              | Porsche 911 GT2              | ?     | 59    |
| 25     | GT2       | 58 | Estoril Racing Team                     | Michel Monteiro Manuel Monteiro              | Porsche 3.6L Turbo Flat-6    | ?     | 59    |
| 26     | GT2       | 62 | Stadler Motorsport                      | Uwe Sick Denis Lay                           | Porsche 911 GT2              | P     | 59    |
| 26     | GT2       | 62 | Stadler Motorsport                      | Uwe Sick Denis Lay                           | Porsche 3.6L Turbo Flat-6    | P     | 59    |
| 27     | GT2       | 80 | Morgan Motor Company                    | Tony Dron William Wykeham                    | Morgan Plus 8 GTR            | D     | 58    |
| 27     | GT2       | 80 | Morgan Motor Company                    | Tony Dron William Wykeham                    | Rover 3.9L V8                | D     | 58    |
| 28     | GT2       | 72 | Elf Haberthur Racing                    | Michel Neugarten Michel Ligonnet Will Pace   | Porsche 911 GT2              | D     | 57    |
| 28     | GT2       | 72 | Elf Haberthur Racing                    | Michel Neugarten Michel Ligonnet Will Pace   | Porsche 3.6L Turbo Flat-6    | D     | 57    |
| 29 DNF | GT2       | 56 | Roock Racing                            | Bruno Eichmann Claudia Hürtgen               | Porsche 911 GT2              | M     | 56    |
| 29 DNF | GT2       | 56 | Roock Racing                            | Bruno Eichmann Claudia Hürtgen               | Porsche 3.6L Turbo Flat-6    | M     | 56    |
| 30 DNF | GT2       | 87 | Roock Racing                            | Pedro Chaves André Ahrlé                     | Porsche 911 GT2              | M     | 29    |
| 30 DNF | GT2       | 87 | Roock Racing                            | Pedro Chaves André Ahrlé                     | Porsche 3.6L Turbo Flat-6    | M     | 29    |
| 31 DNF | GT2       | 70 | Dellenbach Motorsport                   | Klaus Horn Ranier Bonnetmsüller              | Porsche 911 GT2              | D     | 20    |
| 31 DNF | GT2       | 70 | Dellenbach Motorsport                   | Klaus Horn Ranier Bonnetmsüller              | Porsche 3.6L Turbo Flat-6    | D     | 20    |
| 32 DNF | GT1       | 10 | AMG-Mercedes                            | Marcel Tiemann Alessandro Nannini            | Mercedes-Benz CLK GTR        | B     | 17    |
| 32 DNF | GT1       | 10 | AMG-Mercedes                            | Marcel Tiemann Alessandro Nannini            | Mercedes-Benz LS600 6.0L V12 | B     | 17    |
| 33 DNF | GT1       | 30 | G-Force Strandell                       | Geoff Lister John Greasley Magnus Wallinder  | Porsche 911 GT1              | D     | 6     |
| 33 DNF | GT1       | 30 | G-Force Strandell                       | Geoff Lister John Greasley Magnus Wallinder  | Porsche 3.2L Turbo Flat-6    | D     | 6     |
| 34 DNF | GT2       | 67 | Konrad Motorsport                       | Martin Snow Karel Dolejší                    | Porsche 911 GT2              | P     | 4     |
| 34 DNF | GT2       | 67 | Konrad Motorsport                       | Martin Snow Karel Dolejší                    | Porsche 3.6L Turbo Flat-6    | P     | 4     |
| 35 DNF | GT1       | 13 | GT1 Lotus Racing                        | Fabien Giroix Jean-Denis Delétraz            | Lotus Elise GT1              | M     | 4     |
| 35 DNF | GT1       | 13 | GT1 Lotus Racing                        | Fabien Giroix Jean-Denis Delétraz            | Chevrolet LT5 6.0L V8        | M     | 4     |
| 36 DNF | GT1       | 29 | Newcastle United Lister                 | Julian Bailey Eric van de Poele              | Lister Storm GTL             | D     | 2     |
| 36 DNF | GT1       | 29 | Newcastle United Lister                 | Julian Bailey Eric van de Poele              | Jaguar 7.0L V12              | D     | 2     |
| DNS    | GT2       | 54 | Chamberlain Engineering                 | Tim O'Kennedy Matthew Cohen Pete Halsmer     | Chrysler Viper GTS-R         | G     | –     |
| DNS    | GT2       | 54 | Chamberlain Engineering                 | Tim O'Kennedy Matthew Cohen Pete Halsmer     | Chrysler 8.0L V10            | G     | –     |
| DNS    | GT2       | 69 | Proton Competition                      | Gerold Ried Patrick Vuillaume Manfred Jurasz | Porsche 911 GT2              | P     | –     |
| DNS    | GT2       | 69 | Proton Competition                      | Gerold Ried Patrick Vuillaume Manfred Jurasz | Porsche 3.6L Turbo Flat-6    | P     | –     |
| DNS    | GT2       | 77 | Saleen-Allen Speedlab Cirtek Motorsport | Peter Owen Robert Schirle Christian Vann     | Saleen Mustang RRR           | D     | –     |
| DNS    | GT2       | 77 | Saleen-Allen Speedlab Cirtek Motorsport | Peter Owen Robert Schirle Christian Vann     | Ford 5.9L V8                 | D     | –     |
| DNS    | GT2       | 88 | Prova Motorsport                        | Scott Peeler Scott Maxwell                   | Porsche 911 GT2              | ?     | –     |
| DNS    | GT2       | 88 | Prova Motorsport                        | Scott Peeler Scott Maxwell                   | Porsche 3.6L Turbo Flat-6    | ?     | –     |